# 江南 (ソウル特別市)
江南（カンナム）は、韓国の首都ソウル市における漢江より南側の地域を指す言葉であり、行政上は江南区と瑞草区のみを指す場合が多い。たとえばソウル市江南・瑞草教育支援庁の管轄地域である「江南8学群」(강남8학군)や、ソウル市バスの圏域のうち「4圏域」は、江南区と瑞草区の二区と一致する。
江南区の隣に位置し、炭川で隔てられた松坡は江南のより広い定義に含まれる場合もあるが、学区など行政的なつながりを江南・瑞草区と共有していない。しかし、不動産等の新聞記事では江南区、瑞草区、松坡区の江南三区(강남3구)を指すことが多い。

## 概要

ソウル市のうちの江南の範囲。薄い赤は広義の江南（漢江以南のソウル市）、濃い赤は狭義の江南（江南区、瑞草区、松坡区の江南三区）

「江南」という言葉は、本来漢江以南のソウル市全域を指す言葉であったが、産業の発展に伴い江南区、瑞草区、松坡区の江南三区のみを指す言葉へと変容してきた。ただし、江南瑞草教育支援庁などの江南の名称を使用している政府機関は江南区と瑞草区だけを管理しているため、教育と社会的な概念としての江南はこの2つの区だけを意味する場合が圧倒的に多い。特に江南区と瑞草区にある小・中・高等学校は「江南8学群」と呼ばれ、韓国で教育的な競争が最も厳しい地域である。
ソウルの伝統的な中心部は、漢江の北（江北、カンブク、강북、「江北」は「江南」が発展した後にその対語として作られた名称）にある鍾路区や中区などの旧市街であった。だが、1970年代以降の政府主導の住宅地・オフィス用地開発政策によって、1990年代よりソウルのビジネス・政治・教育・商業などの中心は江南に移りつつある。また不動産価格の急上昇も起こっており、高層アパート（日本でいうマンション）の価格上昇やバブル発生の懸念は韓国の国政上の課題となっている。
江南には地方から大学進学のため上京し、後に一流企業や政府機関等に就職した住民も多い。2002年の調査では、政治家・高級公務員・大学教授・金融関係者・法曹人・医師・軍上層部などを含む上流層の著名人（標本4万6842人）の48％が江南・瑞草・松坡区に住んでいる。そのため江南は「富裕な住民の住む地域」と韓国社会では見られている。また、発展に取り残された感のある江北（「遅れた地域」としての江北は蘆原区、道峰区、江北区の「江北3区」を指す）や全国の他地域との格差がしばしば指摘され、他地域住民や左派などから目の敵にされることも多い地域である。そのため、選挙では江南が保守派の牙城とされている。一方で、学生運動出身の中道左派政党の政治家、学者、文化人など、高い教育を受け高所得層に属し江南の高級アパートに住みつつ、進歩的理念を持ち進歩主義的社会運動を推進する人々を「江南左派」と揶揄する言い方も存在する（英語のシャンパン社会主義者やフランス語のキャビア左翼などに相当する）。

## 江南の開発

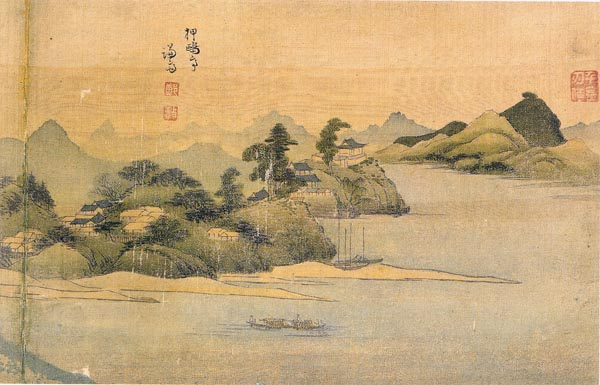
18世紀初頭、朝鮮王朝後期の狎鴎亭

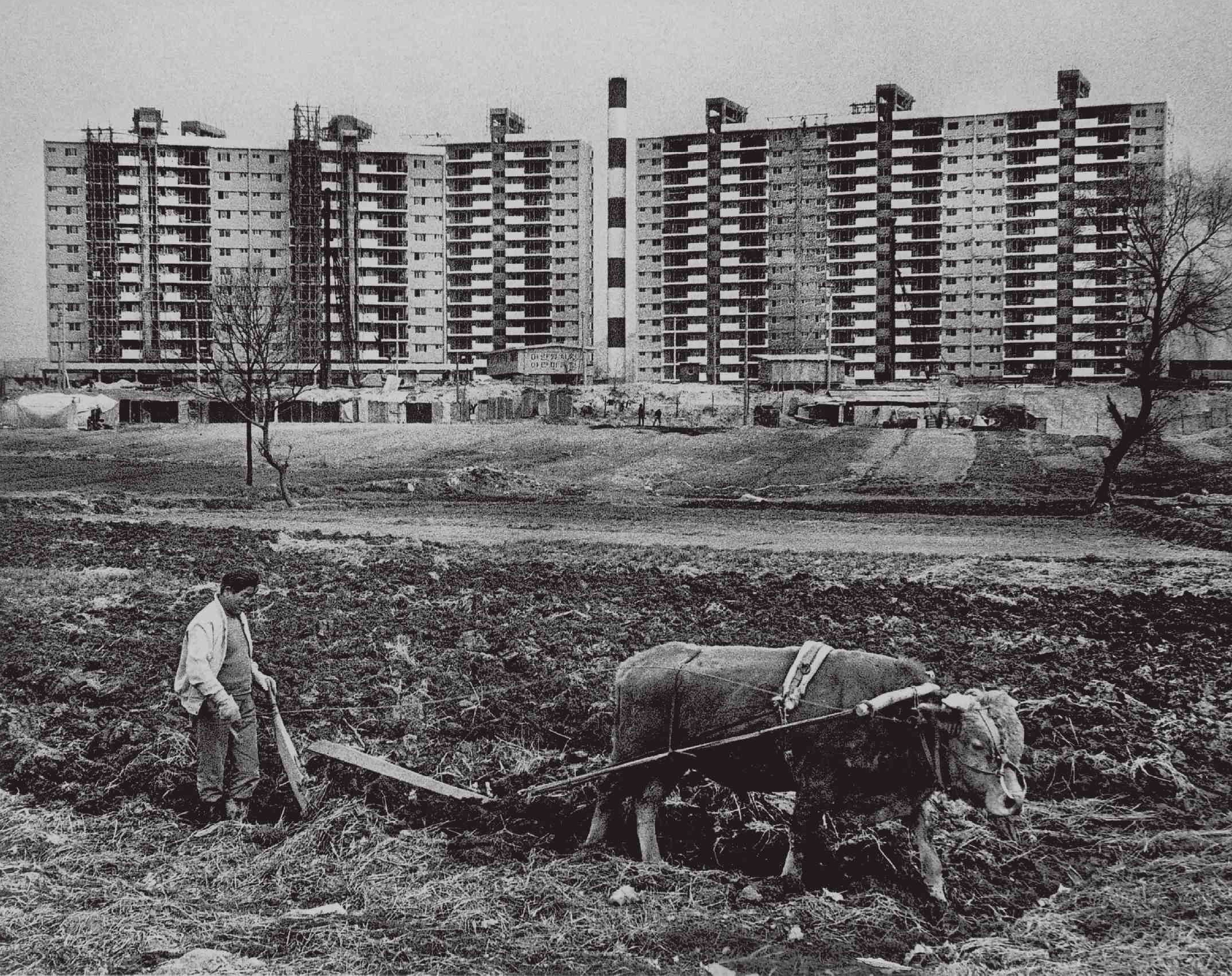
1978年の狎鴎亭。それまでの農村から高層アパート地域へと変貌を始めた頃の写真

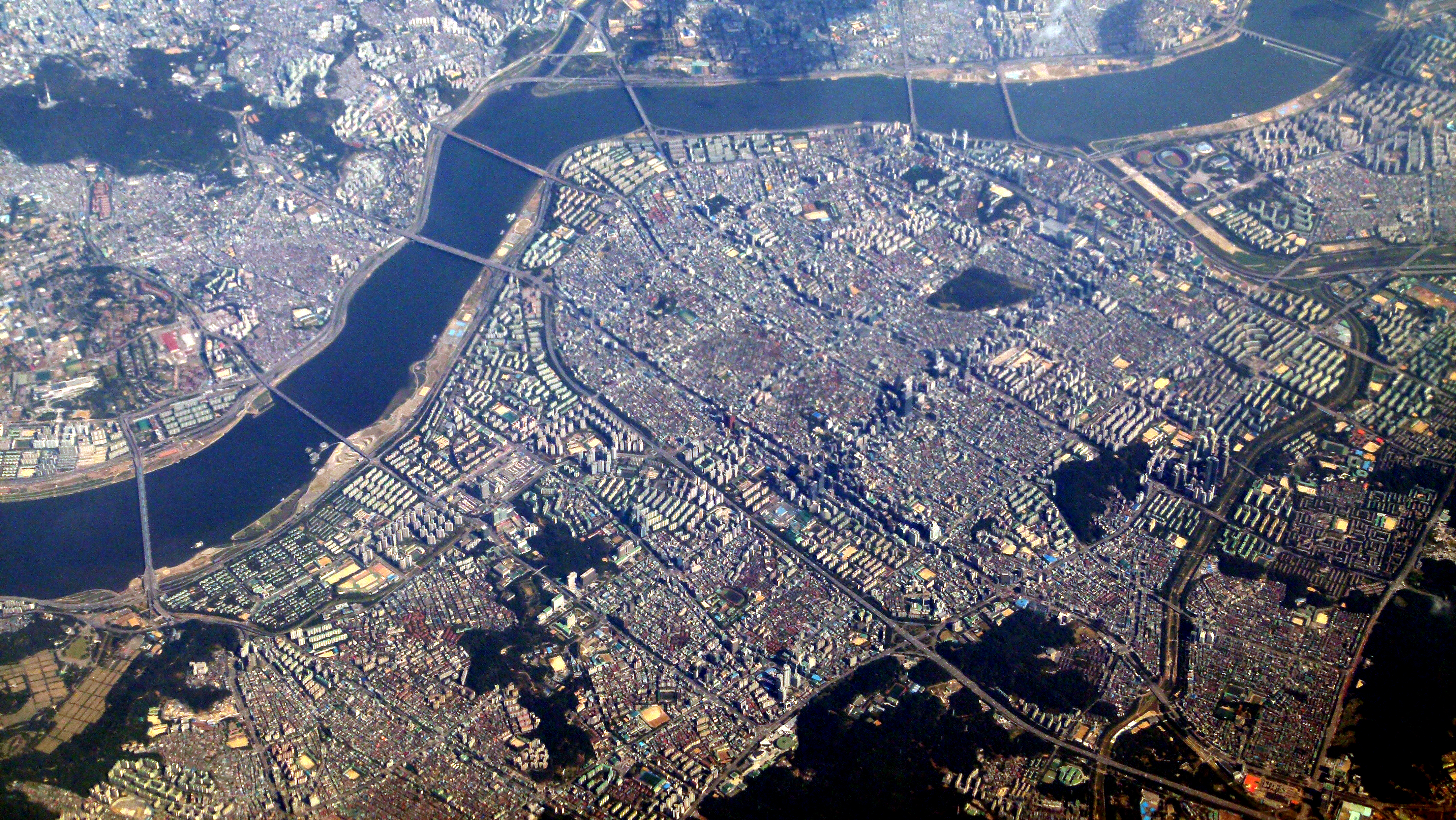
2011年の江南の航空写真。一面のアパート群が広がっている

現在はソウル市の中央部を漢江が流れる形になっているものの、1960年代まではソウル市域の大部分は漢江の北（「江北」）にしかなく、ソウル市域で漢江の南にあるのは永登浦区（1936年に京城府が吸収した始興郡永登浦邑などからなっていた）だけだった。現在の江南区を中心とする「江南」は、1963年にソウル市城東区に編入されるまでは広州郡（一部は始興郡および高陽郡）に属する農村地帯であった。「江南」という言葉は政府の公式文書に1960年代以来登場していたが、広く使われるようになったのは城東区から江南区が分割された1975年前後からで、それまでは「永登浦の東」という意味で永東（ヨンドン）と呼ばれた。
ソウル市に漢江以南の広い範囲が編入された1963年当時、漢江には漢江大橋以外の道路橋がなく、永東では対岸のソウル市街に渡るのに渡し舟を使っていた。1966年1月には狎鴎亭に第3漢江橋が着工され、その完成後は永東はソウル生活圏に編入された。
1966年2月22日、ソウル市政府は「江南」地域に10年かけて12万世帯、60万人を収容する新市街を作るという内容の「南ソウル都市計画」を承認した。また安全保障などの観点から、ソウルの人口の6割を漢江以南に分散させるという人口分散政策も作られた。北朝鮮武装工作員による青瓦台襲撃未遂事件の翌年である1969年には漢江南側に「第2ソウル」を建設する計画が発表された。ただ、1970年代初頭までは政府の掛け声に対して開発の勢いはなかなか進まなかった。
1970年代から80年代にかけての政府主導による住宅・業務用地開発の勢いは激しく、1970年ごろまで8対2だった江北と江南の人口比は、1990年にはほぼ5対5にまで並んでいる。江南では格子状の街路が整備され、江北地域とつながる橋が建設され、交通が便利になった。1975年に城東区の江南地域全体が江南区に分離され、江南という地名が正式に登場した。政府は江南開発を行政的に支援するため、江南区新設と同時に「不動産投機抑制税」の免除措置を断行した。開発需要が江南に集中するよう、漢江以北の宅地造成を困難にする一方、人口集中を誘発する名門高校や裁判所など国家機関の江南移転を推進した。ソウル高校（1980年に当時の江南区、現瑞草区へ移転。現在は江南区も瑞草区も両方とも江南8学群）や京畿高校（1976年に江南区に移転。江南8学群）など、名門校の江南への移転も進んだことが、富裕層の江南移転に決定的なきっかけを与え、江南の不動産価格は高騰した。
江南開発は1980年代の地下鉄2号線・3号線の開通とともにほぼ完成した。1988年ソウルオリンピックを控えて、急速に変貌した韓国の発展を世界に誇示しようとする各種開発プロジェクトが進められた。新たな業務中心地区となるテヘラン路の集中開発もその一環だった。
オフィス地区としての開発の進展に伴い、近年では江北から江南に本社を移す大企業や、最初から江南に本社をおく企業も増えている。たとえばサムスングループは本部をカンナム瑞草区の江南駅付近に建設している。また政府機関も現瑞草区や果川市など漢江の南側に移転した。
学校間格差是正と学閥解消のため、ソウルの高校進学は入学試験のない学区制をとることになったが、大学進学に有利な名門高校を擁する江南地区の学区（江南8学群）に高学歴層や富裕層が集まる学区間格差が発生している。現在ではソウル市内のみならず韓国全土から江南に移住し有利な学区に入ろうという家族があとを絶たない。このため江南一帯の不動産需要は高く、さらに不動産投機もあってアパート価格は上昇を続けている。

## ショッピングの中心地
この地域には狎鴎亭、清潭洞および江南駅周辺というソウルでも指折りのファッショナブルな地域が存在する。新興のエンターテインメント地域・文化地域として江南はあらゆる世代の人々を惹きつけている。1990年代にブームを起こした狎鴎亭に続き、2000年代には清潭洞に高級ブランド店や外車店が、江南駅周辺の道幅の広い街路樹の道沿いにカフェ、レストラン、クラブ、映画館などが並ぶようになっている。
その他、ソウル蚕室総合運動場（オリンピックスタジアム）のあるソウル・スポーツ・コンプレックス、国際会議場・展示場（コエックス）およびショッピングモール（コエックスモール）、オペラ劇場や美術館の集まる「芸術の殿堂」も江南地域にある。

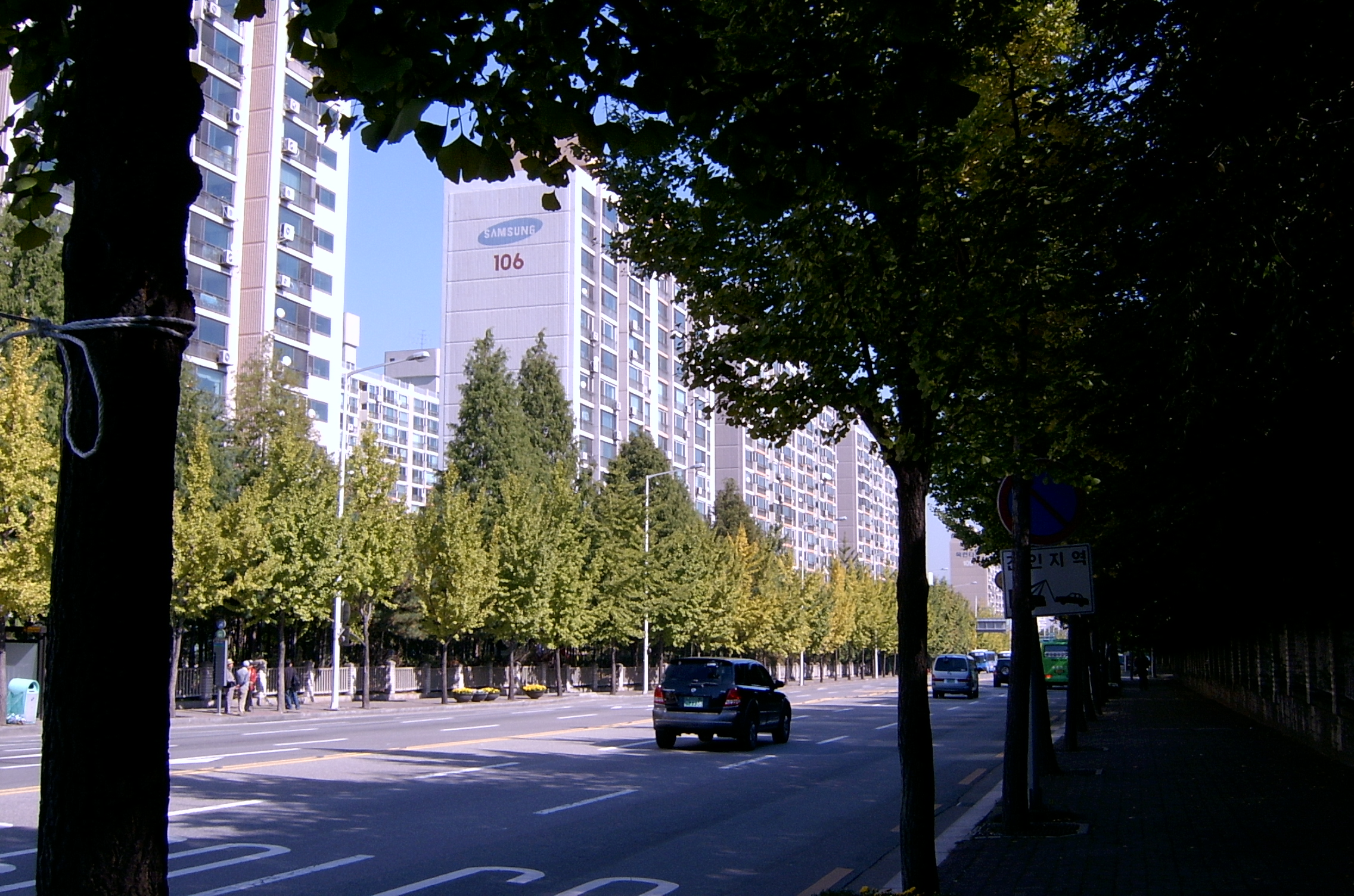
江南のアパート群
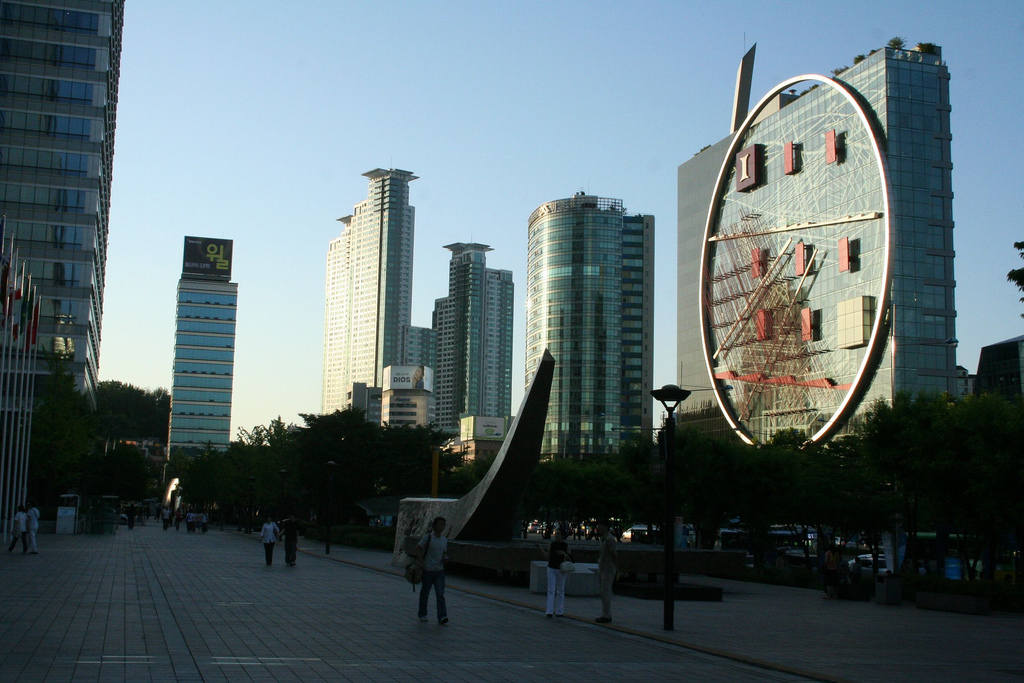
江南の高層ビル
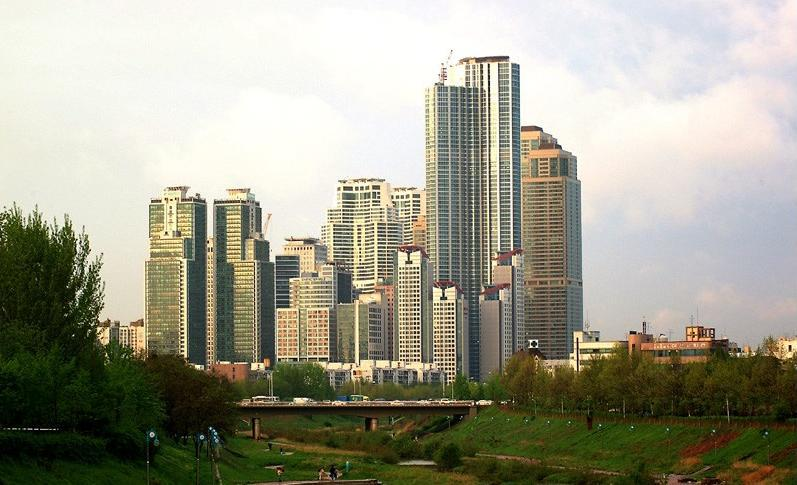
良才川沿いの超高層マンション（サムスンタワーパレス）
ポスコ本社

## 江南の光と影
李明博元大統領が進めた財閥優遇政策により、江南はソウルのみならず韓国を代表するオフィス街・繁華街として発展した。だが一方で、富裕と貧困の格差が大きい地域にもなっており、同じ江南地区であっても賑やかな商店街から僅か700mしか離れていない場所に水道管が地下埋設ではなく、電線のように平屋の上に設置していたりするようなスラムが現存している。江南区開浦洞の九龍駅南方にある九龍村は、現存するタルドンネの中で最大規模となっている。

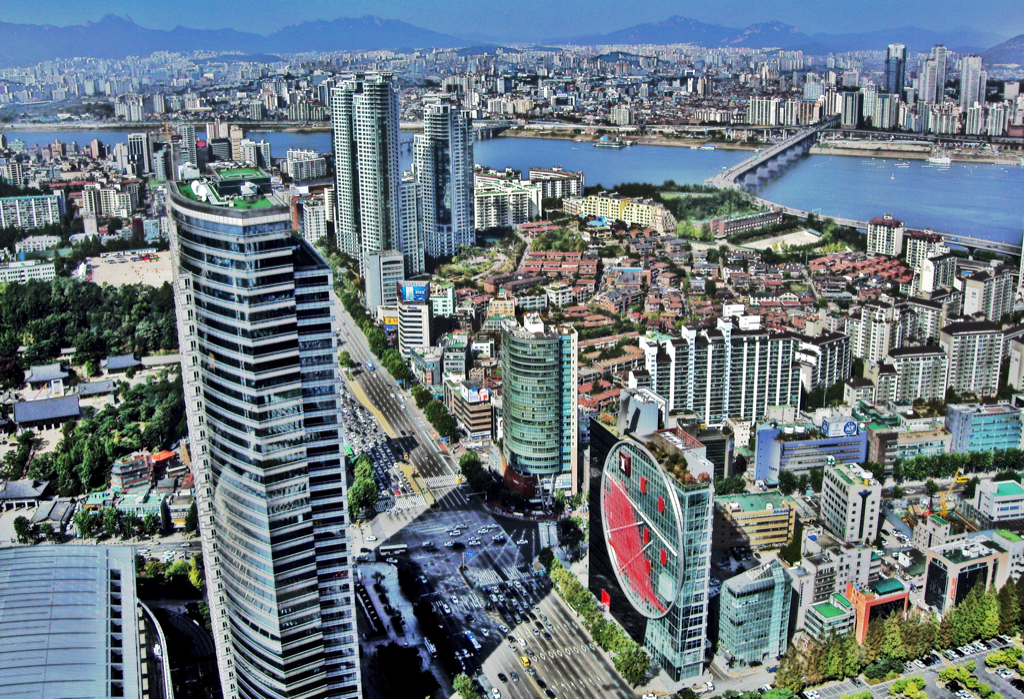
繁栄を極める江南区の三成洞（英語版）一帯（2009年時点）
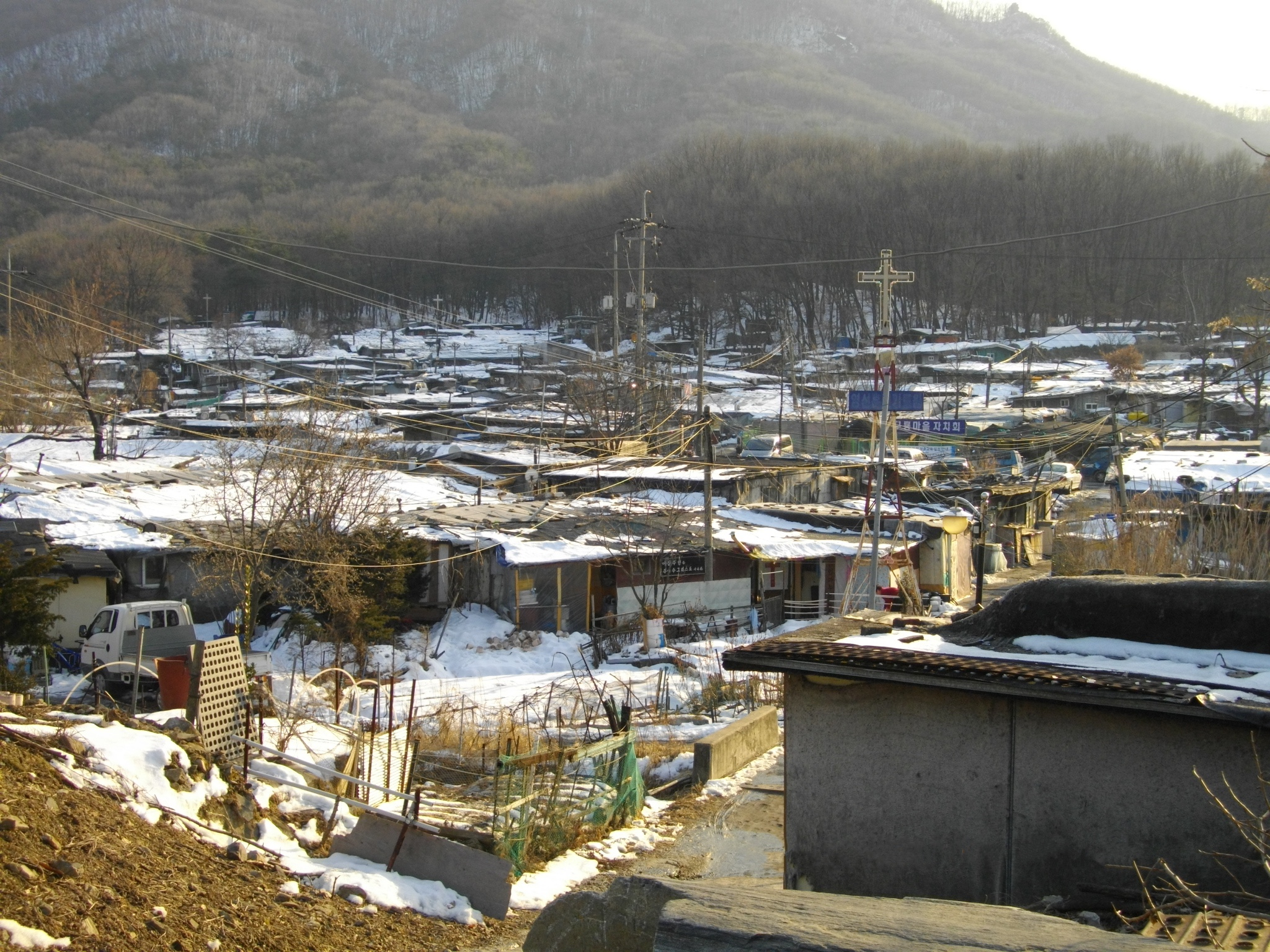
同じ江南区に存在するタルドンネの九龍村（2013年時点）